# Caloplaca cerina var. muscorum
Caloplaca cerina var. muscorum (A. Massal.) Jatta ist eine Flechtenart aus der Familie der Teloschistaceae.

## Merkmale

### Makroskopische Merkmale
Caloplaca cerina var. muscorum ist eine Krustenflechte, das heißt ihr Lager (Thallus) liegt eng auf der Unterlage auf.
Der Thallus ist dünn, leicht warzig, grau ohne Soredien und Isidien. Die Art wächst auf Moosen und ist dadurch kaum sichtbar. Die Apothecien haben einen Durchmesser von 0,5 bis 1 mm. Die Apothecienscheibe ist orange bis rotbraun, nicht bereift und erhaben berandet. Der Apothecienrand ist weißgrau.

### Mikroskopische Merkmale
Die Sporen sind hyalin, polar-2-zellig, 10–17 × 5–10 µm.

### Tüpfelreaktion
Der Thallus verfärbt sich beim Beträufeln mit Kalilauge nicht (K-) und die Apothecienscheibe verfärbt sich rot (K+).

## Ähnliche Art
Caloplaca cerina var. muscorum ist mit Caloplaca cerina leicht zu verwechseln. Der Unterschied ist, dass Caloplaca cerina auf Rinde und Caloplaca cerina var. muscorum nur auf Moosen vorkommt.